# Relax (canción de Elvis Presley)
Relax ("Relájate") es una canción del género blues grabada por Elvis Presley para la banda sonora de la película It Happened at the World's Fair ("Sucedió en la feria mundial") compuesta por Sid Tapper y Roy Bennet.  Aunque el tema no fue editado como sencillo por RCA, este fue parte de varias ediciones en álbumes y EP.

## Grabación
Con la producción del ingeniero Dave Wiechman y la dirección de Leith Stevens, Elvis registró la canción el jueves 30 de agosto de 1962 en el estudio B de Radio Recorders de Hollywood, California. Presley realizó unas 13 tomas del blues aunque algunas no fueron completas, eligiendo finalmente la última de las tomas para el confeccionamiento del máster. La canción tuvo una duración total de 2:20 minutos. 

### Músicos
- Elvis Presley - voz
- Scotty Moore - guitarras
- Bily Strange - guitarras
- Tiny Timbell - guitarras
- Ray Segel - contrabajo
- D. J. Fontana - batería
- Frank Carlson - batería
- Don Robertson - piano

## Letra

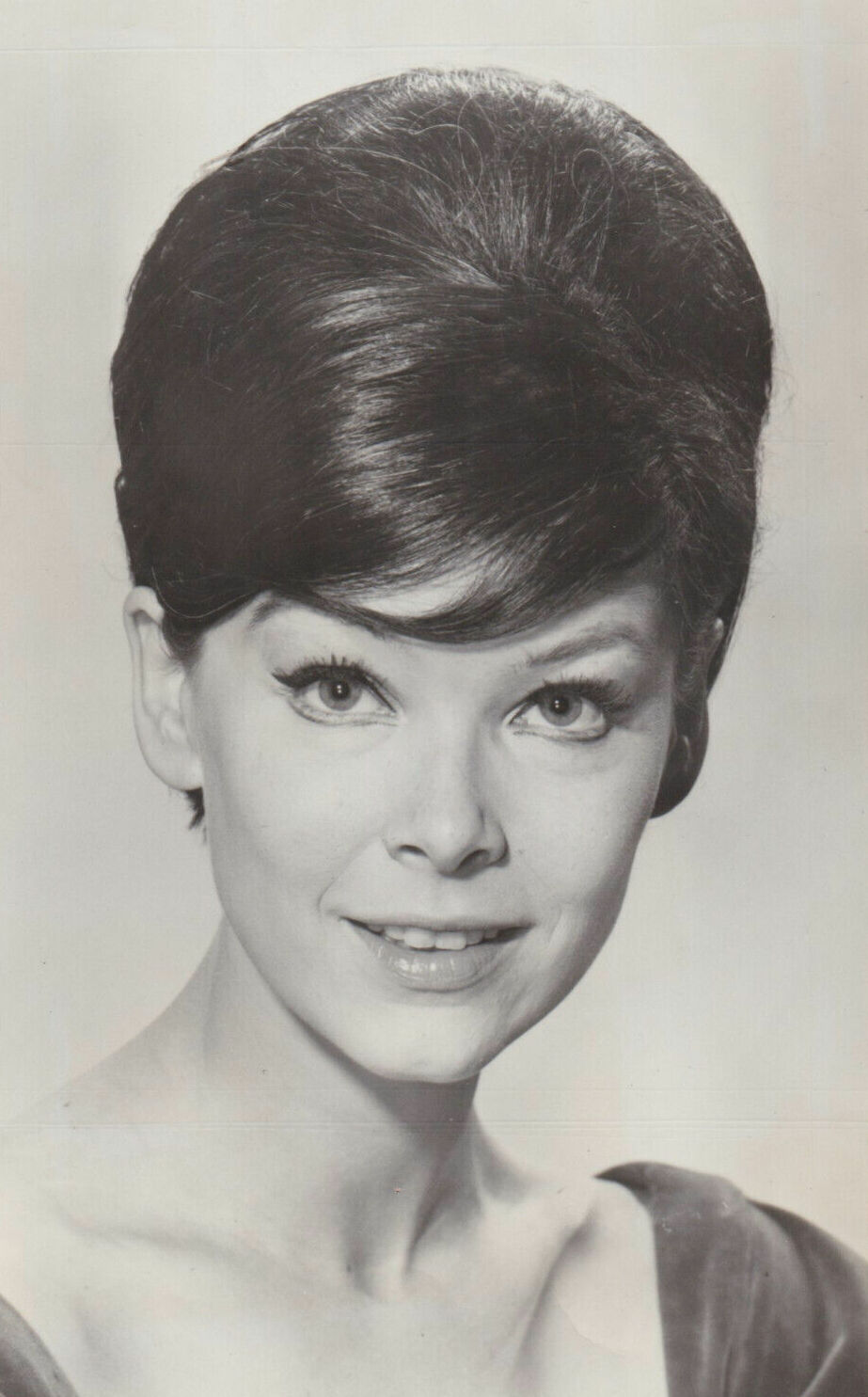
La actriz Yvonne Craig fue compañera de Elvis en dos películas durante los años 1960s

La letra del tema hace alusión a un joven que en su cortejo romántico y sensual a su esquiva pretendida, la invita a tener un momento de relax, ponerse cómoda, ya que ambos están solos y a la vez le sugiere que deje todo lo que pueda perturbar ese momento juntos de lado, como por ejemplo si alguien llama por teléfono. A la vez le pide que descongele sus encantos y que se refugie en sus brazos.
| Relax, kick your shoes off baby Relax, here we are alone Relax, if the phone rings, let it Just forget it, we're not at homeDefrost your charms There's only the two of us here Come in my arms And make yourself comfortable dear | Relájate, quítate el calzado nena Relájate, aquí estamos solos Si el teléfono suena, déjalo Solo olvídalo, no estamos en casaDescongela tus encantos Solo estamos los dos aquí Ven a mis brazos Y ponteconfortable querida |

## Escena de  la película
En la película "Sucedió en la feria mundial" un picaresco Elvis Presley intenta una y otra vez seducir a Yvonne Craig que lo visita donde él reside. La joven se muestra halagada y a la vez esquiva buscando cualquier excusa en un juego de roles donde ella pretende hacerse la difícil, pero a la vez mira a su insistente seductor con mirada cómplice y sonriente, cediendo hacia el final de la escena y cayendo en sus brazos en un prolongado beso.

## En la cultura popular
La actriz Yvonne Craig realiza en ese filme un cameo, puntualmente para la escena del cortejo con la canción Relax, volviendo a trabajar con Elvis al año siguiente en otra de sus película, en este caso Kissin'Cousin donde se alza con unode los papeles principales. Por ese entonces los medios comentaban acerca de que entre ella y Elvis existía un romance. Craig se refería a Elvis como "un caballero sureño"  y los rumores indicaban que ambas estrellas habían tenido un romance durante el tiempo que duraron las filmaciones, aunque Craig sabía que Elvis estaba comprometido con Pricilla Beaulieu motivo por el cual ella comentó oportunamente que solo habían estado saliendo o pasando el rato sin más. 

## Ediciones
- It Happened at the World's Fair (álbum)
- One Broken Heart For Sale (EP) RCA Victor 86.310 [fr] [8]
- Bossa Nova, Baby (EP) RCA Victor EPA 9105 [2]
- Mahalo from Elvis (álbum compilado)